# Merocryptoides
Merocryptoides is een geslacht van kreeftachtigen uit de klasse van de Malacostraca (hogere kreeftachtigen).

## Soorten
- Merocryptoides frontalis Sakai, 1963
- Merocryptoides ohtsukai Komatsu & Takeda, 2001
- Merocryptoides peteri Komatsu & Takeda, 2001